# Lagunas de Epulafquen
Les lagunas de Epulafquen, en Argentine, sont un ensemble de petits lacs situés en pleine Cordillère des Andes, dans le département de Minas de la province de Neuquén, en Patagonie. 
Elles sont protégées par un parc provincial.
Elles occupent le centre d'une haute vallée andine d'origine glaciaire. C'est l'endroit le plus septentrional d'Argentine où la forêt andino-patagonique est présente. Le parc fut créé pour protéger ces formations végétales constituées de lengas (Nothofagus pumilio), de robles pellín (Nothofagus obliqua), de ñires (Nothofagus antarctica), de cannes coligüe (Chusquea culeou) et d'amancay ou lys des Incas (Alstroemeria spp). 
Ces lacs ont une importante population d'oiseaux aquatiques, et aussi de poissons salmonidés. Cependant, la pêche y est interdite. 
Cette chaîne de lacs a pour émissaire le río Nahueve, important affluent droit du haut río Neuquén. Les lagunas de Epulafquen se trouvent à plus ou moins 80 km au nord-ouest de la ville d'Andacollo.

## Lagunes principales
D'amont en aval :
- la lagune Las Chaquiras
- la lagune Negra
- la lagune Epulafquen supérieure
- la lagune Epulafquen inférieure

Cinq kilomètres au sud de la lagune Negra se trouve la lagune Vaca Lauquen, qui n'ayant pas le même émissaire que les précédentes ne fait pas partie de la même chaîne. Son émissaire est le río Buraleo, affluent du río Nahueve en rive droite. 